# Templo Honpa Hongwanji

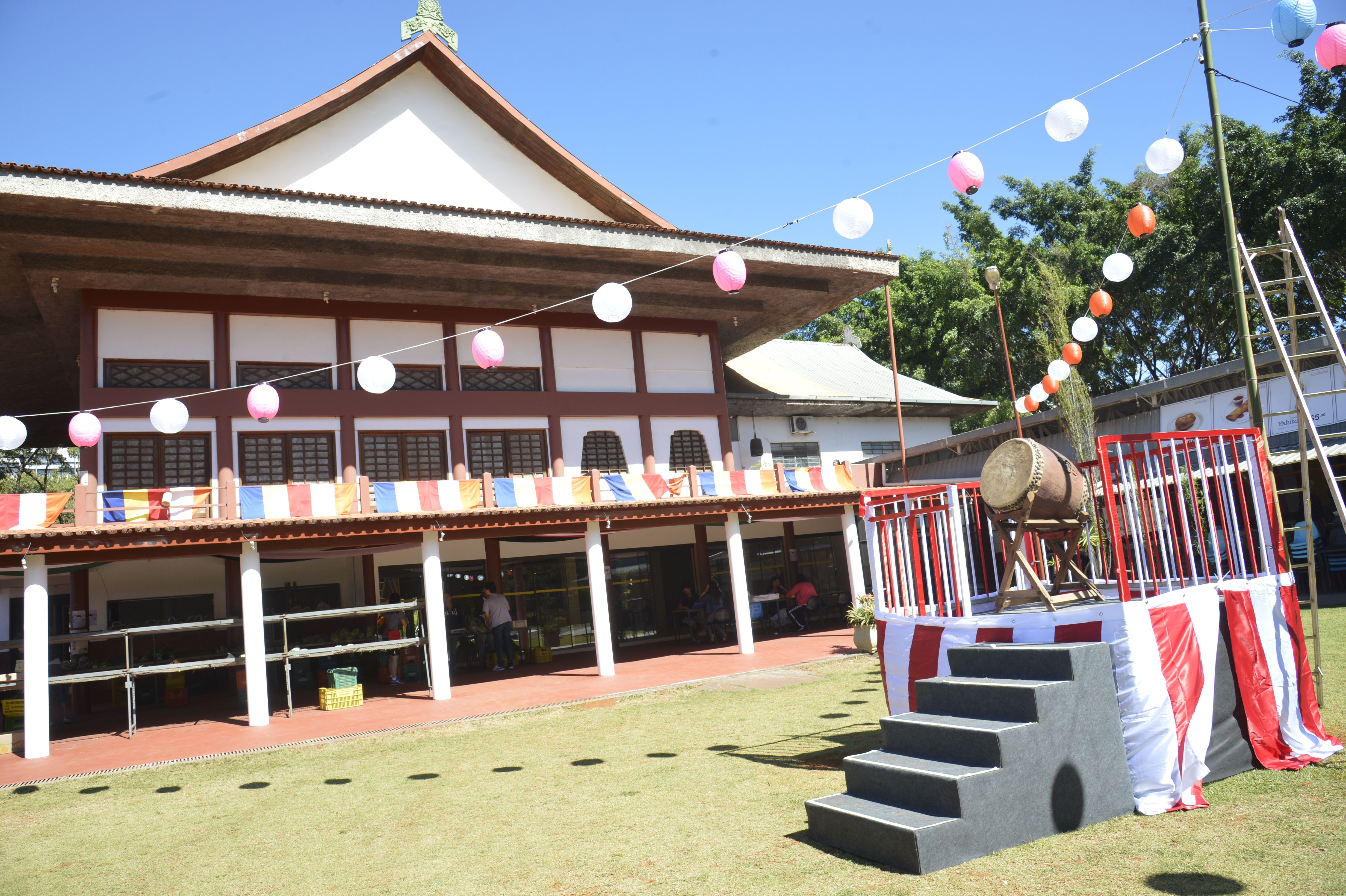

O Templo Honpa Hongwanji, também conhecido como Templo Shin Budista Terra Pura ou Otera do Plano Piloto, é um templo budista em Brasília, no Distrito Federal.
Inaugurado no dia 6 de outubro de 1973 e tombado como patrimônio histórico do Distrito Federal em 2014, o templo foi edificado por imigrantes japoneses que trabalharam na construção da capital nacional. 

## História
A história do templo Honpa Hongwanji de Brasília começou no dia 16 de junho de 1958, quando a comunidade nissei solicitou ao então presidente da República, Juscelino Kubitschek, que fosse reservado um local para a construção de um templo budista. Cinco anos depois, a Companhia Urbanizadora da Nova Capital do Brasil (Novacap), órgão federal que distribuía os terrenos públicos de Brasília, cedeu o terreno, localizado entre as quadras 315 e 316 da Asa Sul, uma das áreas mais nobres da cidade.
Ao receber a notícia da cedência do terreno,  o gomonshu (patriarca) Kosho Otani, autoridade máxima do Honpa Hongwanji no Japão, entusiasmou-se e saiu do Japão no dia 3 de junho de 1964 com destino a Brasília a fim de lançar a pedra fundamental.
Após lançada a pedra fundamental do templo, uma comissão iniciou a construção, que passou por enormes dificuldades, mesmo recebendo total apoio da comunidade budista do Japão. A obra sofreu muitos atrasos e, por isso, os construtores eram constantemente cobrados pelo governo do Distrito Federal. Para piorar, em 1966 ocorreu um grave acidente de automóvel com os integrantes da comissão construtora do templo, levando membros importantes dela a óbito.
Mesmo com tantas dificuldades, a construção do templo foi finalizada nove anos após o lançamento da pedra fundamental. Na inauguração, no dia 6 de outubro de 1973, realizou-se uma grande festividade, que contou com a presença de mais de duas mil pessoas de todo o Brasil e também de uma comitiva especial vinda do Japão especificamente para a data, incluindo até o patriarca Kosho Otani. Na ocasião, foi apresentado um desfile que transferia a imagem do Buda Amida da cidade de Taguatinga para o Plano Piloto de Brasília, a fim de ser consagrado como o patrono do templo.
A manutenção do templo, que incluía a limpeza, a preparação de culinária típica e a arrecadação de doações, foi realizada por muitos anos, desde sua inauguração, pela Associação das Senhoras Budistas, grupo de mulheres de ascendência japonesa que moravam em Brasília e nessa cidade fundaram sua associação no dia 5 de março de 1966. Naquela época, o templo dava assistência religiosa às famílias de imigrantes japoneses por meio da realização dos cultos de agradecimento aos antepassados, comemorações das datas budistas tradicionais e cerimônias de casamento.

## Arquitetura e infraestrutura
O templo budista de Brasília é grandioso e possui arquitetura oriental, que mescla leveza e imponência, remetendo às casas japonesas, de telhados altos e curvilíneos. Os bambus presentes nos jardins dão ainda mais suavidade ao local, que, apesar da proximidade com o comércio da quadra, é calmo e silencioso, pois fica escondido em uma paisagem bucólica. 

## Atualidade
Atualmente, o santuário é gerido pelo monge Ademar Kyotoshi Sato, posto que passou a ocupar em 1998, logo após concluir estágio na área nos mosteiros de São Paulo e Kyoto.
Além do monge, o templo conta com o apoio de muitos profissionais e voluntários das famílias nipo-brasileiras de Brasília, os quais realizam diversas atividades como palestras e sessões de meditação, oficinas de origami e ikebana, artes marciais, yoga e tai chi e língua japonesa e eventos em datas comemorativas. Entre esses eventos, está o Urabon, festividade celebrada em oito ou dez noites de cada mês de agosto com a preparação de muitas comidas típicas e apresentação de Bom Odori, uma dança folclórica japonesa em que cerca de cinquenta dançarinos imitam movimentos de plantio e colheita em agradecimento à natureza ao som do taiko, tambor japonês. 
Em Brasília, o Urabon, conhecido como a Quermesse do Templo Budista, consta no calendário oficial de festividades da cidade e reúne mais de dez mil espectadores todo ano.
Além disso, a cada virada de ano, é realizado no templo o ritual chamado "Sino da Virada", uma cerimônia em que o monge executa 108 batidas no sino Bonshô. “São 108 esperanças sobre as quais refletimos para renová-las”, afirma ele.